# Miguel Castroman
Miguel Castroman Aragundi (Berna, 17 marzo 1995) è un calciatore svizzero, centrocampista del Thun.

## Caratteristiche tecniche
È una tertquartista.

## Carriera

### Club
Cresciuto nel settore giovanile dello Young Boys, ha esordito in prima squadra il 12 agosto 2015 disputando l'incontro di Super League perso 1-0 contro il Lugano. Dopo due prestiti a Wohlen e Sciaffusa, nel luglio 2019 è passato a titolo definitivo al Thun.

### Nazionale
Ha giocato nelle nazionali giovanili svizzere Under-17 ed Under-19.

## Statistiche
Statistiche aggiornate al 29 febbraio 2020.

### Presenze e reti nei club
| Stagione         | Squadra          | Campionato       | Campionato | Campionato | Coppe nazionali | Coppe nazionali | Coppe nazionali | Coppe continentali | Coppe continentali | Coppe continentali | Altre coppe | Altre coppe | Altre coppe | Totale | Totale | Totale |
| Stagione         | Squadra          | Comp             | Pres       | Reti       | Comp            | Pres            | Reti            | Comp               | Pres               | Reti               | Comp        | Pres        | Reti        | Pres   | Reti   |        |
| ---------------- | ---------------- | ---------------- | ---------- | ---------- | --------------- | --------------- | --------------- | ------------------ | ------------------ | ------------------ | ----------- | ----------- | ----------- | ------ | ------ | ------ |
| 2015-gen. 2016   | Young Boys       | ASL              | 5          | 0          | CS              | 0               | 0               | UCL                | 0                  | 0                  |             | -           | -           | 5      | 0      |        |
| gen.-giu. 2016   | Wohlen           | ChL              | 11         | 0          | CS              | 0               | 0               |                    | -                  | -                  |             | -           | -           | 11     | 0      |        |
| 2016-2017        | Wohlen           | ChL              | 32         | 2          | CS              | 1               | 0               |                    | -                  | -                  |             | -           | -           | 33     | 2      |        |
| Totale Wohlen    | Totale Wohlen    | Totale Wohlen    | 43         | 2          |                 | 1               | 0               |                    | -                  | -                  |             | -           | -           | 44     | 2      |        |
| 2017-2018        | Sciaffusa        | ChL              | 32         | 8          | CS              | 1               | 0               |                    | -                  | -                  |             | -           | -           | 33     | 8      |        |
| 2018-2019        | Sciaffusa        | ChL              | 25         | 11         | CS              | 1               | 0               |                    | -                  | -                  |             | -           | -           | 26     | 11     |        |
| Totale Sciaffusa | Totale Sciaffusa | Totale Sciaffusa | 57         | 19         |                 | 2               | 0               |                    | -                  | -                  |             | -           | -           | 59     | 19     |        |
| 2019-2020        | Thun             | ASL              | 18         | 3          | CS              | 2               | 0               | UEL                | 2                  | 0                  |             | -           | -           | 22     | 3      |        |
| Totale carriera  | Totale carriera  | Totale carriera  | 123        | 24         |                 | 5               | 0               |                    | 2                  | 0                  |             | -           | -           | 130    | 24     |        |

## Palmarès

### Club

#### Competizioni nazionali
- Challenge League: 1

Thun: 2024-2025